# Zamek w Raduniu
Zamek w Raduniu (czes. Raduň, niem. Radun, pol. Raduń) – zabytkowy zamek w Czechach w wiosce Raduň, około 7 km na południe od Opawy.
Średniowieczna, gotycka warownia, której istnienie udokumentowano już w 1320 została przebudowana na renesansowy zamek w XVI w. przez rodzinę Tvorkovskich z Kravař. Później obiekt ulegał barokowym modyfikacjom. Inicjatorem klasycystycznej przebudowy w latach 1816–1822 był hrabia Johann  Josef Larisch-Mönnich (1766-1820). Prace dokończono pod kierunkiem jego żony Anny Marii von Mönnich (1771-1829). Na początku lat 30. XIX w. Gebhard Blücher z Wahlstatt (1799-1875) ożenił się z dziedziczką, Marią Larisch von Mönnich (1801-1889). Gebhard był wnukiem słynnego pruskiego marszałka Gebharda von Blüchera, który pokonał Napoleona. Zamek swój obecny wygląd uzyskał w XIX w.

Herb von Blücher
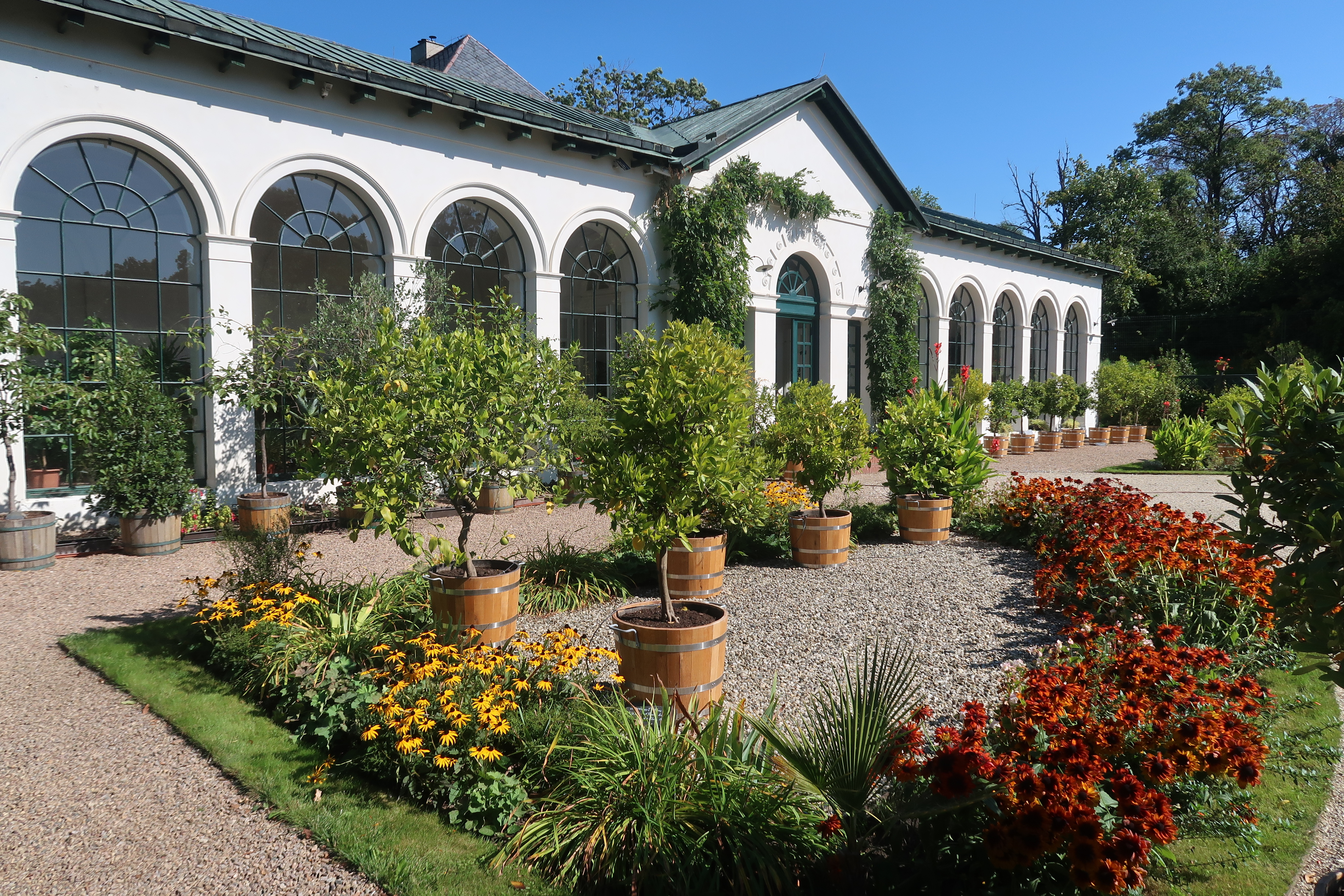
Oranżeria
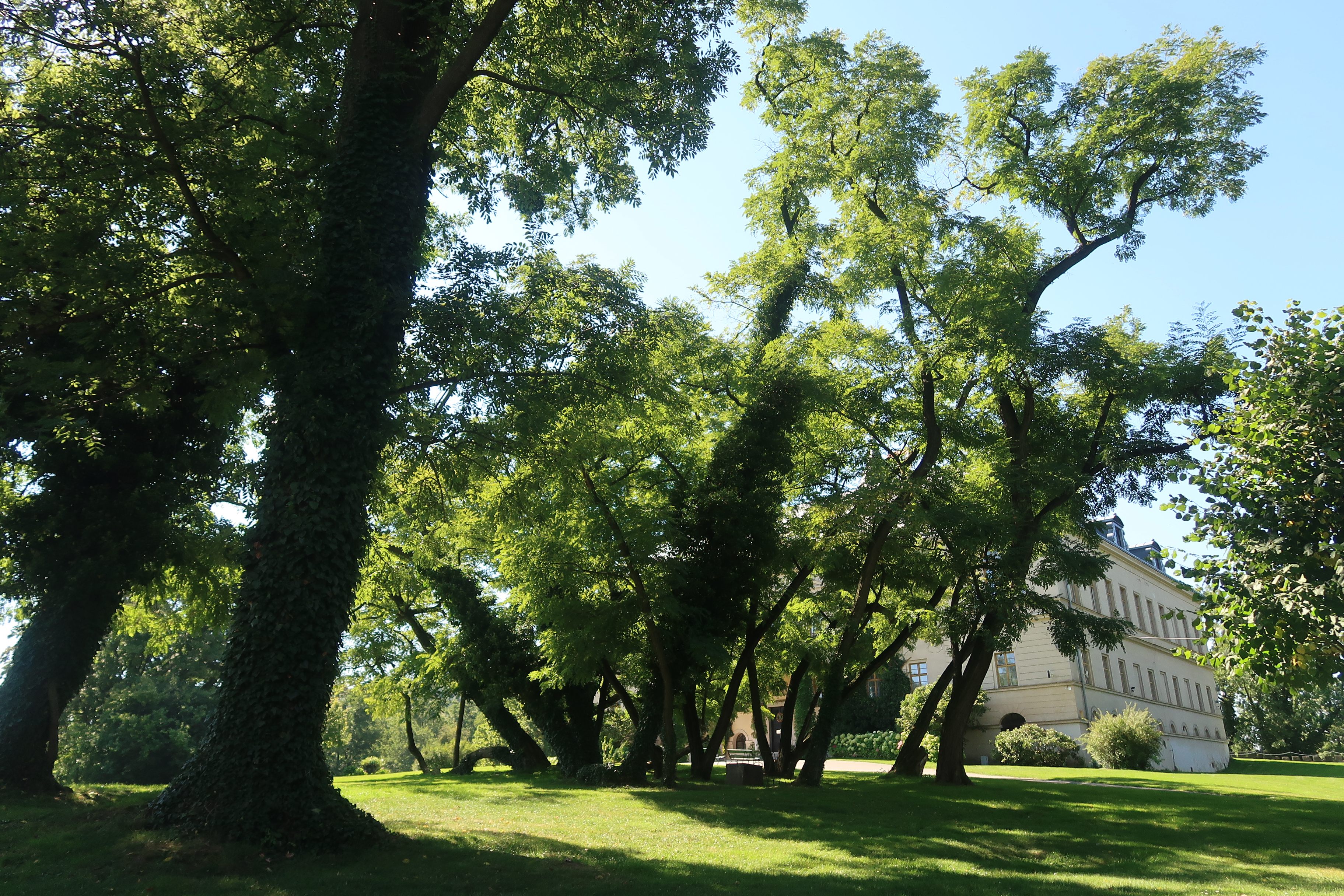
Park
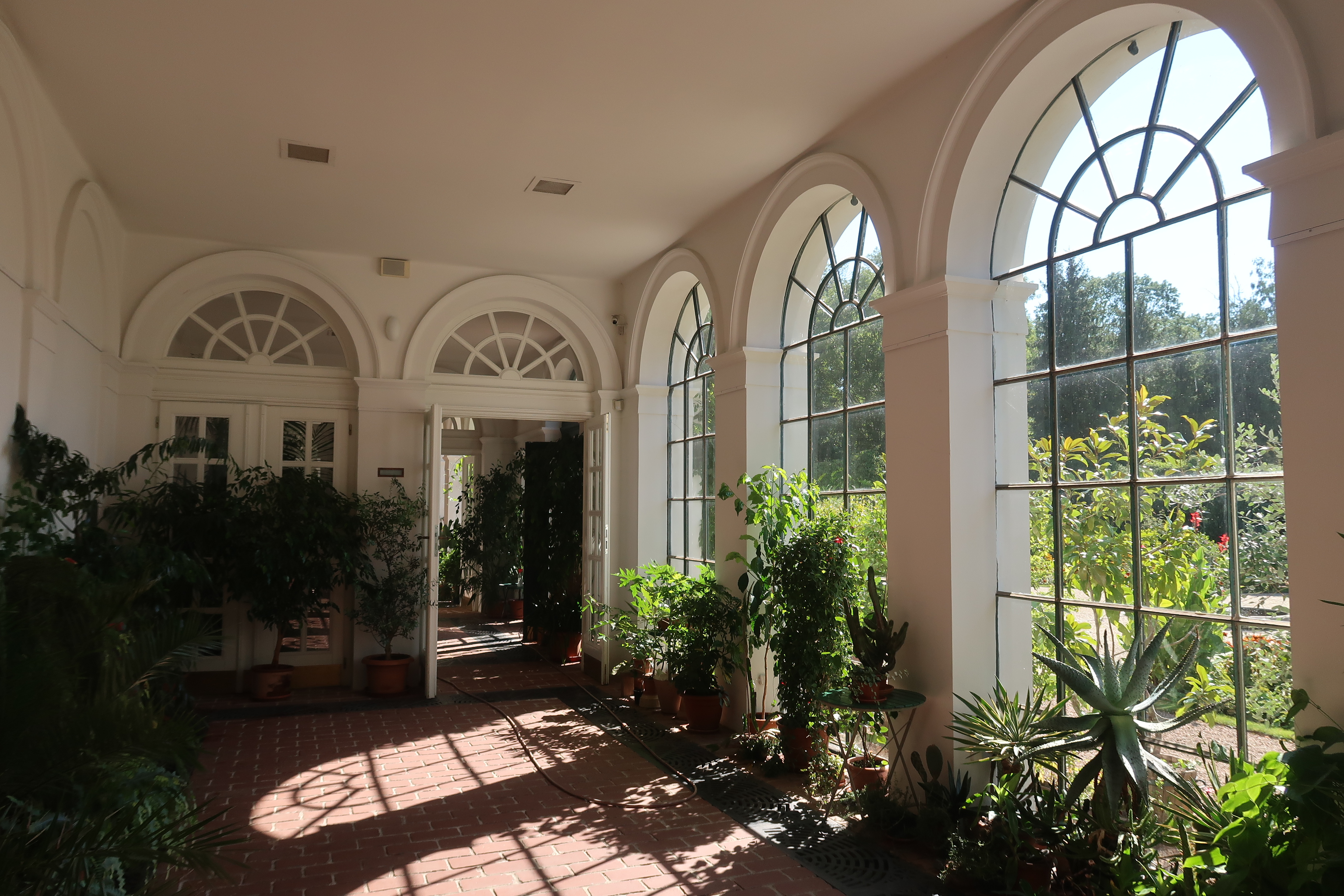
Wnętrze oranżerii
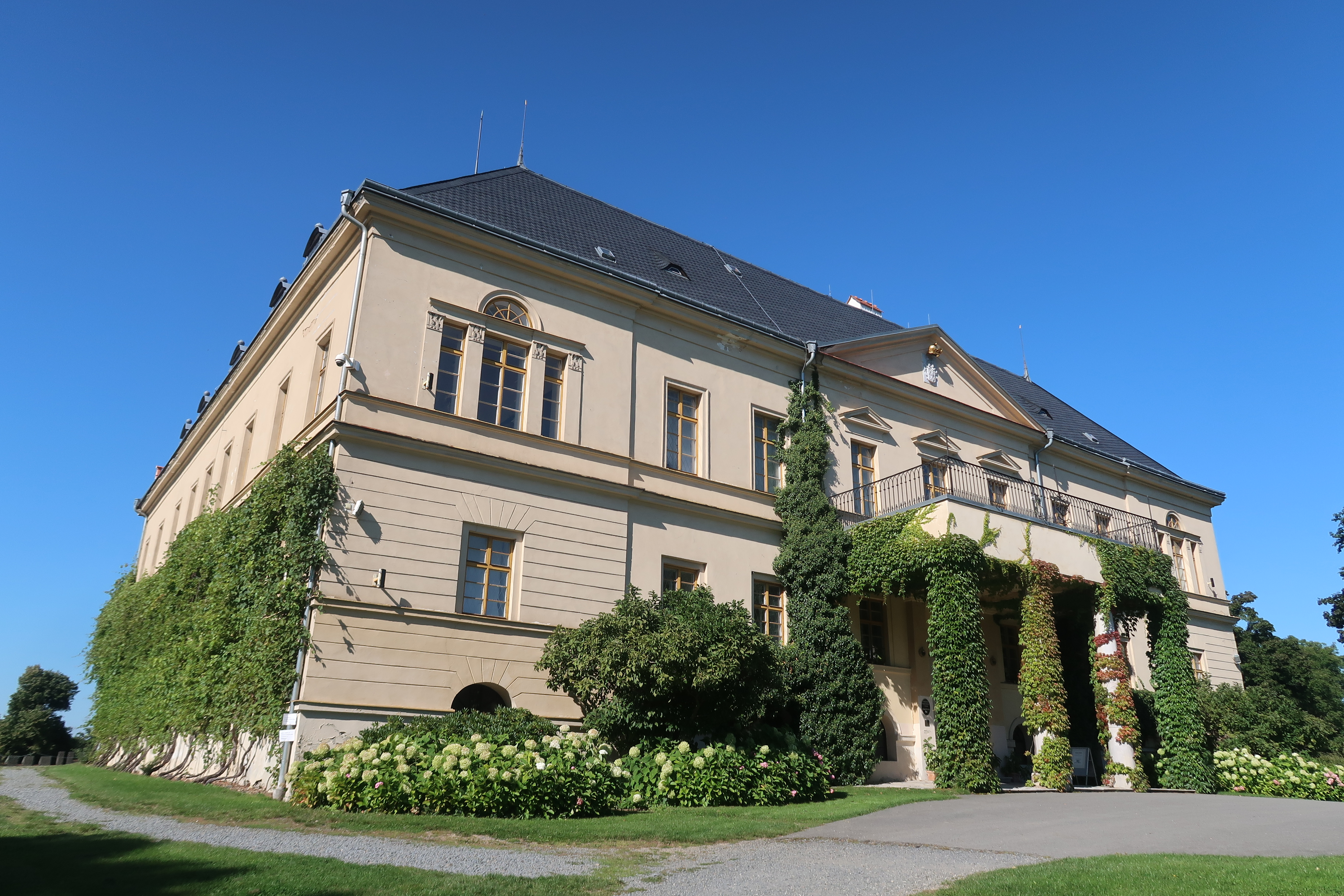